# Jasna Polana
Jasna Polana (ros. Ясная Поляна – Jasnaja Polana) – rodzinny majątek rodu Tołstojów, w tym pisarza Lwa Tołstoja, który w tym miejscu urodził się, mieszkał i tworzył przez dużą część swojego życia, tu też został pochowany. Jasna Polana położona jest 12 km na południowy wschód od miasta Tuła, w obwodzie tulskim i szczokinskim rajonie, w zachodniej Rosji.
Zaraz po śmierci Tołstoja posiadłość została przekazana jako miejsce na muzeum pamięci pisarza. Organizatorem muzeum była córka pisarza, Aleksandra Tołstoj. Obecny dyrektor muzeum jest również potomkiem rodu Tołstojów. Główne eksponaty to osobiste rzeczy pisarza, jak również jego biblioteka, zawierająca około 22 tys. woluminów. W Jasnej Polanie powstały dwie najważniejsze powieści pisarza: Wojna i pokój oraz Anna Karenina.

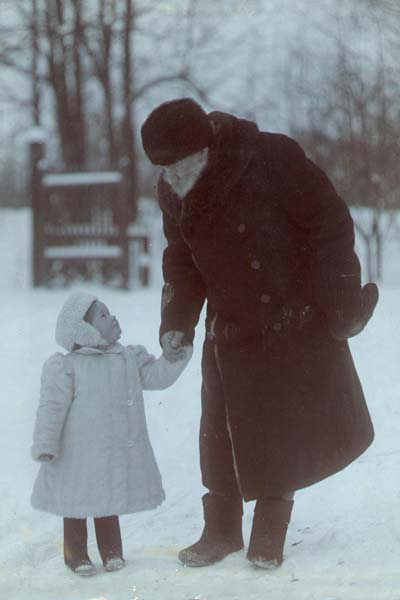
Lew Tołstoj z wnuczką w Jasnej Polanie

Muzeum składa się z posiadłości pisarza, szkoły, którą założył dla chłopskich dzieci oraz parku, w którym znajduje się grób Lwa Tołstoja. Podczas II wojny światowej posiadłość była okupowana przez wojska niemieckie i częściowo zdewastowana, jednak większość cennych przedmiotów została ewakuowana przez radzieckie władze przed okupacją posiadłości.